# Rubén Blanco
Rubén Blanco Veiga (Mos, 25 juli 1995) is een Spaans voetballer die dienstdoet als doelman. Hij stroomde in 2013 door vanuit de jeugd van Celta de Vigo.

## Clubcarrière
Blanco debuteerde op 26 mei 2013 in de Primera División toen hij met Celta de Vigo opnam tegen Real Valladolid. Hij viel in de rust in voor Javi Varas, die binnen moest blijven met een schouderblessure. Hij hield zijn netten schoon, waardoor Celta met 0-2 won. Een week later hield hij opnieuw een clean sheet in een wedstrijd tegen RCD Espanyol, die met 1-0 gewonnen werd. Dankzij die overwinning bleef Celta op het nippertje in de Primera División. Celta eindigde als zeventiende, met één punt meer dan RCD Mallorca.

## Interlandcarrière
Blanco speelde in verschillende Spaanse nationale jeugdselecties. Hij was eerste doelman van Spanje –19 op het EK –19 van 2013. Hij behoorde ook tot de selectie van Spanje –21 op het EK –21 van 2017, maar was hierop derde doelman achter Kepa Arrizabalaga en Pau López.
1 Villar ·
2 Starfelt ·
3 Mingueza ·
5 Carreira ·
6 Moriba ·
7 Iglesias ·
8 Beltrán ·
9 Douvikas ·
10 Aspas  ·
11 Cervi ·
12 González ·
13 Guaita ·
14 De la Torre ·
15 Aidoo ·
16 Jailson ·
17 Bamba ·
18 Durán ·
19 Swedberg ·
20 Alonso ·
21 Ristić ·
22 Manquillo ·
23 Allende ·
24 Domínguez ·
25 Rodríguez ·
30 Álvarez ·
33 Sotelo ·
Coach: Giráldez